# Mélanie Meillard
Mélanie Meillard, née le 23 septembre 1998 à Neuchâtel, est une skieuse alpine suisse spécialisée dans les disciplines techniques.
Médaillée de bronze en géant aux Mondiaux juniors de 2016 et triple championne de Suisse.
Son frère Loïc est aussi un skieur alpin de Coupe du Monde.

## Biographie
La famille Meillard déménage en 2009 de Bôle (canton de Neuchâtel) à Hérémence (canton du Valais) pour que Loïc et elle soient plus proches des pistes de ski.
Mélanie Meillard, fait ses débuts internationaux lors de l'hiver 2014-2015. Elle obtient un podium au Festival olympique de la jeunesse européenne, remportant la médaille de bronze au slalom géant. En Coupe d'Europe, elle se classe huitième de sa deuxième course, un slalom à Bad Wiessee.
Elle dispute sa première course en Coupe du monde le 13 décembre 2015 à Åre. 
Lors des Jeux olympiques de la jeunesse d'hiver de 2016, en Norvège, elle se pare de la médaille d'or à l'issue du slalom géant et celle d'argent au combiné.
Aux Championnats du monde junior 2016, elle est récompensée par une médaille de bronze en slalom géant. Quelques jours plus tard, elle est l'auteur de son premier podium en Coupe d'Europe avec une deuxième place au slalom de La Molina. Elle rencontre du succès lors Jeux olympiques de la jeunesse à Lillehammer, où elle remporte la médaille d'or au slalom géant et la médaille d'argent au super combiné.
Mélanie Meillard marque ses premiers points en Coupe du Monde lors du slalom géant d'ouverture de la saison 2016-2017 à Sölden, son troisième départ à ce niveau, qu'elle termine à la 18e place.
Elle enchaîne avec une sixième place au slalom de Levi. Elle poursuit l'hiver avec divers résultats dans les vingt premières puis obtient le premier podium de sa carrière avec la 3e place du City Event d'Oslo le 1er janvier 2018 en battant Frida Hansdotter dans la « petite finale » de l'épreuve remportée par Mikaela Shiffrin devant Wendy Holdener. Sélectionnée pour les Jeux olympiques d'hiver de 2018, elle se blesse gravement au genou gauche à l'entraînement en slalom géant (rupture du ligament croisé antérieur et lésion du ménisque externe) à Pyeongchang à la veille de la cérémonie d'ouverture et doit déclarer forfait.

## Palmarès

### Championnats du monde
| Épreuve / Édition          | Slalom géant | Slalom |
| -------------------------- | ------------ | ------ |
| Mondiaux 2017 Saint-Moritz | 13e          | DSQ1   |
| Mondiaux 2021 Cortina      | -            | DNF2   |

### Coupe du monde
- Première course : 13 décembre 2015, slalom d'Åre, DNF1
- Premier top30 : 22 octobre 2016, géant de Sölden, 18ème
- Premier top10 : 12 novembre 2016, slalom de Levi, 6ème
- Premier podium : 1er janvier 2018, City Event d'Oslo, 3ème
- Meilleur résultat : 3ème place, City Event d'Oslo, 1er janvier 2018
- Meilleur classement général : 19e en 2018
- Meilleur classement de slalom : 8ème en 2018
- 1 podium.

| Année/Classement | Général | Général | Slalom | Slalom | Slalom géant | Slalom géant |
| Année/Classement | Class.  | Points  | Class. | Points | Class.       | Points       |
| ---------------- | ------- | ------- | ------ | ------ | ------------ | ------------ |
| 2017             | 29e     | 305     | 10e    | 195    | 20e          | 110          |
| 2018             | 19e     | 431     | 8e     | 292    | 16e          | 139          |
| 2019             | -       | -       | -      | -      | -            | -            |
| 2020             | -       | -       | -      | -      | -            | -            |
| 2021             | 60e     | 83      | 25e    | 60     | 35e          | 23           |
| 2022             | 89e     | 32      | 34e    | 32     | -            | -            |

### Coupe d'Europe
- Première course : 6 janvier 2015, géant de Zinal, 42ème
- Premier top30 et top10 : 19 février 2015, slalom de Bad Wiessee, 8ème
- Premier podium : 17 mars 2016, slalom de La Molina, 2ème
- Meilleur résultat : victoires au slalom de Bad Wiessee le 9 et le 10 février 2017
- 3 podiums, dont 2 victoires
- Meilleur classement général : 10ème en 2016
- Meilleur classement de slalom : 7ème en 2016

| Année/Classement | Général | Général | Slalom | Slalom | Slalom géant | Slalom géant |
| Année/Classement | Class.  | Points  | Class. | Points | Class.       | Points       |
| ---------------- | ------- | ------- | ------ | ------ | ------------ | ------------ |
| 2015             | 120e    | 32      | 59e    | 32     | -            | -            |
| 2016             | 10e     | 418     | 7e     | 234    | 12e          | 184          |
| 2017             | 34e     | 245     | 10e    | 200    | 35e          | 45           |
| 2018             | -       | -       | -      | -      | -            | -            |
| 2019             | -       | -       | -      | -      | -            | -            |
| 2020             | -       | -       | -      | -      | -            | -            |
| 2021             | -       | -       | -      | -      | -            | -            |
| 2022             | 67e     | 111     | 29e    | 68     | 44e          | 43           |

### Championnats du monde junior
| Épreuve / Édition | Super-G | Slalom géant | Slalom | Combiné |
| ----------------- | ------- | ------------ | ------ | ------- |
| 2015 Hafjell      | 6e      | 23e          | 14e    | 19e     |
| 2016 Sotchi       | 12e     | Bronze       | DNF2   | DNF1    |

### Jeux olympiques de la jeunesse
- Lillehammer 2016
  -  Médaille d'or en slalom géant.
  -  Médaille d'argent en super combiné.

### Festival olympique de la jeunesse européenne
- Malbun 2015
  -  Médaille de bronze en slalom géant.

### Championnats de Suisse
Championne de slalom 2017
 Championne de géant 2017
 Championne de slalom 2021
 Vice-championne du combiné 2017
 Troisième du combiné 2016
 Troisième du géant 2021